# Zabójcze maszyny (film)
Zabójcze maszyny (ang. Mortal engines) – amerykański film sci-fi z 2018 powstały na podstawie powieści o tym samym tytule autorstwa Philipa Reeve’a.

## Obsada
- Hera Hilmar – Hester Shaw
  - Poppy MacLeod – Młoda Hester Shaw
- Robert Sheehan – Tom Natsworthy
- Hugo Weaving – Thaddeus Valentine
- Jihae Kim – Anna Fang
- Ronan Raftery – Bevis Pod
- Leila George – Katherine Valentine
- Patrick Malahide – Magnus Crome
- Stephen Lang – Shrike
- Colin Salmon – Chudleigh Pomeroy
- Mark Mitchinson – Vambrace
- Regé-Jean Page – Captain Khora
- Menik Gooneratne – Sathya
- Frankie Adams – Jasmin Rashid
- Leifur Sigurdarson – Nils Lindstrom
- Andrew Lees – Herbert Melliphant
- Sophie Cox – Clytie Potts
- Kee Chan – Gubernator Kwan
- Sarah Peirse – dr Twix
- Mark Hadlow – Stigwood
- Caren Pistorius – Pandora Shaw
- Joel Tobeck – Burgermeister
- Terry Norris – Professor Arkengarth
- Aaron Jackson – Valentine's pilot Gench
- Stephen Ure – Pewsey

### Wersja polska
- Marta Wągrocka – Hester Shaw

- Mirosław Zbrojewicz – Thaddeus Valentine
- Damian Kulec – Tom Natsworthy
- Ewa Prus – Anna Fang
- Mateusz Kmiecik – Bevis Pod
- Michalina Łabacz – Katherine Valentine
- Krzysztof Dracz – Magnus Crome
- Jacek Król – Shrike
- Monika Węgiel-Jarocińska – Medusa Engineer
- Przemysław Bluszcz – Chudleigh Pomeroy
- Katarzyna Skolimowska – Doktor Twix
- Krzysztof Cybiński – Burmistrz
- Anna Apostolakis – Pani Wreyland
- Jacek Bursztynowicz – Khan
- Przemysław Glapiński – Spiker na stacji kolejowej
- Szymon Kuśmider – Bürgermeister
- Mateusz Kwiecień – Herbert Melliphant
- Miłogost Reczek – Pan Wreyland
- Otar Saralidze – Khora
- Stanisław Brudny – Profesor Arkengarth

## Odbiór

### Box office
Budżet filmu jest szacowany na 100 milionów dolarów. W Stanach Zjednoczonych i Kanadzie film zarobił ponad 16 mln USD. W innych krajach zyski wyniosły ponad 67, a łączny zysk ponad 83 milionów dolarów.

### Krytyka w mediach
Film spotkał się z negatywną reakcją krytyków. W serwisie Rotten Tomatoes 27% z 154 recenzji jest pozytywne, a średnia ocen wyniosła 4.9/10. Na portalu Metacritic średnia ocen z 33 recenzji wyniosła 44 punktów na 100.